# Lijst van voorzitters van de SER
Hieronder een lijst van voorzitters van de SER in Nederland sinds de oprichting van de Sociaal-Economische Raad in 1950.
| Periode      | Portret | Voorzitter                   | Politieke kleur | Opmerkingen                                                          |
| ------------ | ------- | ---------------------------- | --------------- | -------------------------------------------------------------------- |
| 1950 - 1958  |         | Frans de Vries               | PvdA            | Was eerder hoogleraar (EUR)                                          |
| 1958 - 1964  |         | Gerard Marius Verrijn Stuart | -               | Was eerder hoogleraar (resp. EUR, Utrecht en UvA)                    |
| 1964 - 1985  |         | Jan Willem de Pous           | CHU             | Was eerder minister EZ                                               |
| 1985 - 1996  |         | Theo Quené                   | PvdA            | Was eerder voorzitter van de WRR                                     |
| 1996 - 1998  |         | Klaas de Vries               | PvdA            | Was eerder directeur van de VNG                                      |
| 1999 - 2006  |         | Herman Wijffels              | CDA             | Was eerder voorzitter hoofddirectie Rabobank Nederland               |
| 2006 - 2012  |         | Alexander Rinnooy Kan        | D66             | Was eerder Bestuurslid ING Groep                                     |
| 2012 - 2014  |         | Wiebe Draijer                | -               | Was eerder directeur McKinsey Nederland                              |
| 2014 - 2022  |         | Mariëtte Hamer               | PvdA            | Was lid van de Tweede Kamer                                          |
| 2022 - heden |         | Kim Putters                  | PvdA            | Was hiervoor directeur van het Sociaal en Cultureel Planbureau (SCP) |